# 19758 Жанелькоулсон
19758 Жанелькоулсон (19758 Janelcoulson) — астероїд головного поясу, відкритий 7 квітня 2000 року.
Тіссеранів параметр щодо Юпітера — 3,542.